# Рімавска Собота (футбольний клуб)
«Рімавска Собота» (словац. Mestský športový klub Rimavská Sobota) — професіональний словацький футбольний клуб з однойменного міста.

## Хронологія назв
- 1913 – РАК Рімасомбат (Rimaszombati Athletikai Club Rimaszombat)
- 19?? – СК Слован Рімавска Собота (Športový klub Slovan Rimavská Sobota)
- 199? – ФК Тауріс Рімавска Собота (Football Club Tauris Rimavská Sobota)
- 2003 – ФК Рімавска Собота (Football Club Rimavská Sobota)
- 2007 – МСК Рімавска Собота (Mestský športový klub Rimavská Sobota)

## Історія
Футбол у Римавській Соботі має понад сторічні традиції, оскільки футбол у цьому містечку зародися в 1908 році. Як і в багатьох інших словацьких містах, футбол на провідні ролі в місті почав виходити на поатку XX століття.
Інформії щодо виникнення та перші роки існування команди дуже мало. Проте відомо, що першою назвою клубу було РАК Рімасомбат (Спортивний клуб «Рімавска Собота») й він приєднався до Футбольної асоціації Угорщини. З виникенням Словацького футбольного союзу, після завершення Першої світової війни, місцеві клуби почали переходити під юрисдикцію місцевої федерації та організовувати власний чемпіонат. У перші роки існування словацького чемпіонату команда з Рімавської Слободи грала проти команд з сусідніх міст: Люценцом, Філяков, Рожнов, Зволен та інші.
Проте команда з Рімавської Соботи не мала вагомих досягнень. Лише в 1950-х роках місцевий «Слован» вийшов до Е-групи чемпіонату Чехословаччини, який тоді був другим найвищим дивізіоном місцевого чемпіонату. Проте в цьому змаганні відіграв усього два сезони. Після цього тривалий період часу виступав у регіональних змаганнях. Наступний підйом футболу в Рімавській Соботі відбувся в 1980-х роках, коли місцева команда поступово піднялася з регіональних змагань до Другого дивізіону чемпіонату Чехословаччини.
Найуспішніший період в історії клубу розпочався в 90-х роках після приходу до нього приватного капіталу. Його головним спонсором стала фірма Тауріс, яка спільно з міською владою та іншими партнерами створила сприятливі економічні умови для розвитку клубу. Така ситуація мала своє відображення й на результатах команди: у 1995 році вона вийшла до другої ліги словацької першості, а вже наступного сезону вийшла до Першої ліги чемпіонату Словаччини. У цей період «Тауріс» (Рімавска Собота) зіграв у Першій лізі словацької першості 3 сезони, в яких команда здобула 28 перемог, 18 поєдинків звела в нічию та 44 рази зазнала поразки, різниця забитих та пропущених м'ячів 99:136. У цей період команду тренували Станіслав Ярабек, Ладислав Юркемик, Андрей Данко та місцевий фахівець Франтишек Ваш. У 1998 році Рімавська Собота виступала в кубку Інтертото, в якому після відмови від участі ірландського представника, в другому раунді поступилася генуейзькій «Сампдорії».
З 1999 року команда знову виступала в Другому дивізіоні словацького чемпіонату. У сезоні 2003/04 років «Рімавска Собота» під керівництвом тренера Петра Зеленського виграла II лігу й знову повернулася до словацької еліти, в якій провела один сезон. З 2005 року «Рімавска Собота» є однією з провідних команд другого дивізіону словацької першості, за підсумками сезону 2006/07 років вона стала переможцем словацької першості проте в плей-оф за право виходу до Ліги Цоргонь 2007 року.
У цей період на результатах команди позначається й фінансові проблеми, оскільки її головний спонсор Тауріс вирішив більше не фінансувати команду, через що у клубу практично не було коштів. Існувала загроза зникнення «Рімавскої Соботи» з футбольної карти Словаччини. Тому керівництво міста та футбольна громадськість вирішили врятувати команду створивши громадську організацію «Міський футбольний клуб „Рімавска Собота“», яка після реєстрації в Міністерстві внутрішніх справ та входдження до Словацького футбольного союзу стала правонаступницею ФК «Рімавска Собота». Саме тому вже з нового сезону у Другій лізі Словаччини стартувала команда МФК «Рімавска Собота», яка протягом останніх років виступала під назвою МСК «Рімавска Собота».

## Досягнення
- Другий дивізіон чемпіонату Словаччини
  -  Чемпіон (1): 2003/04
  -  Срібний призер (1): 2010/11

## Клуби-партнери
Наступні клуби мають партнерські відносини з МСК «Рімавска Собота»:
- «Діошдьйор» (2018-)[1]

## Статистика виступів

### У національних турнірах
Легенда: Іг - матчі, В - перемоги, Н - нічиї, П - поразки, ЗМ - забиті м'ячі, ПМ - пропущені м'ячі, +/- - різниця м'ячів, B - місце, червоне забарвлення - вибування, зелене забарвлення - підвищення, пурпурне забарвлення - реорганізація, зміна групи або змагання
| Угорщина (1939 – 1944)       |                                          |        |                                                                                      |                                                                                      |                                                                                      |                                                                                      |                                                                                      |                                                                                      |                                                                                      |                                                                                      |       |
| Сезони                       | Ліга                                     | Рівень | Іг                                                                                   | В                                                                                    | Н                                                                                    | П                                                                                    | ЗМ                                                                                   | ПМ                                                                                   | +/-                                                                                  | О                                                                                    | Місце |
| 1939/40                      | Північний група - I дивізіон             | 3      | Клуб відмовився від подальшої участі по ходу сезону, усі результати було анульовано. | Клуб відмовився від подальшої участі по ходу сезону, усі результати було анульовано. | Клуб відмовився від подальшої участі по ходу сезону, усі результати було анульовано. | Клуб відмовився від подальшої участі по ходу сезону, усі результати було анульовано. | Клуб відмовився від подальшої участі по ходу сезону, усі результати було анульовано. | Клуб відмовився від подальшої участі по ходу сезону, усі результати було анульовано. | Клуб відмовився від подальшої участі по ходу сезону, усі результати було анульовано. | Клуб відмовився від подальшої участі по ходу сезону, усі результати було анульовано. | 12.   |
| ...                          |                                          |        |                                                                                      |                                                                                      |                                                                                      |                                                                                      |                                                                                      |                                                                                      |                                                                                      |                                                                                      |       |
| 1941/42                      | Гірська група - I дивізіон               | 4      | 18                                                                                   | 3                                                                                    | 1                                                                                    | 14                                                                                   | 32                                                                                   | 45                                                                                   | -13                                                                                  | 7                                                                                    | 9.    |
| 1942/43                      | Гірська група - I дивізіон               | 4      | 9                                                                                    | 7                                                                                    | 0                                                                                    | 2                                                                                    | 24                                                                                   | 13                                                                                   | +11                                                                                  | 14                                                                                   | 1.    |
| 1943/44                      | Національний чемпіонат III - Матравідекі | 3      | 26                                                                                   | 7                                                                                    | 1                                                                                    | 18                                                                                   | 36                                                                                   | 58                                                                                   | -22                                                                                  | 15                                                                                   | 13.   |
| Чехословаччина (1945 – 1993) |                                          |        |                                                                                      |                                                                                      |                                                                                      |                                                                                      |                                                                                      |                                                                                      |                                                                                      |                                                                                      |       |
| Сезон                        | Ліга                                     | Рівень | Іг                                                                                   | В                                                                                    | Н                                                                                    | П                                                                                    | ЗМ                                                                                   | ПМ                                                                                   | +/-                                                                                  | О                                                                                    | Місце |
| ...                          |                                          |        |                                                                                      |                                                                                      |                                                                                      |                                                                                      |                                                                                      |                                                                                      |                                                                                      |                                                                                      |       |
| 1964/65                      | Клас А ЦФС - гр. B                       | 4      | 26                                                                                   | 17                                                                                   | 2                                                                                    | 7                                                                                    | 86                                                                                   | 37                                                                                   | +49                                                                                  | 38                                                                                   | 1.    |
| 1965/66                      | Регіональний чемпіонат - гр. Центр       | 4      | 25                                                                                   | 8                                                                                    | 3                                                                                    | 14                                                                                   | 31                                                                                   | 61                                                                                   | -30                                                                                  | 19                                                                                   | 13.   |
| 1966/67                      | Регіональний чемпіонат - гр. Центр       | 4      | 26                                                                                   | 3                                                                                    | 2                                                                                    | 21                                                                                   | 19                                                                                   | 83                                                                                   | -64                                                                                  | 8                                                                                    | 14.   |
| ...                          |                                          |        |                                                                                      |                                                                                      |                                                                                      |                                                                                      |                                                                                      |                                                                                      |                                                                                      |                                                                                      |       |
| 1971/72                      | Клас А ЦФС - гр. B                       | 6      | 26                                                                                   | 11                                                                                   | 5                                                                                    | 10                                                                                   | 52                                                                                   | 40                                                                                   | +12                                                                                  | 27                                                                                   | 9.    |
| 1972/73                      | Клас А ЦФС - гр. B                       | 6      | ...                                                                                  | ...                                                                                  | ...                                                                                  | ...                                                                                  | ...                                                                                  | ...                                                                                  | ...                                                                                  | ...                                                                                  |       |
| 1973/74                      | Клас А ЦФС - гр. B                       | 6      | 24                                                                                   | 14                                                                                   | 2                                                                                    | 8                                                                                    | 39                                                                                   | 25                                                                                   | +14                                                                                  | 30                                                                                   | 1.    |
| 1974/75                      | Регіональний чемпіонат - гр. Центр       | 5      | 26                                                                                   | 4                                                                                    | 10                                                                                   | 12                                                                                   | 21                                                                                   | 39                                                                                   | -18                                                                                  | 18                                                                                   | 16.   |
| 1975/76                      | Клас А ЦФС - гр. B                       | 6      | 26                                                                                   | 8                                                                                    | 7                                                                                    | 11                                                                                   | 28                                                                                   | 30                                                                                   | -2                                                                                   | 23                                                                                   | 9.    |
| 1976/77                      | Клас А ЦФС - гр. B                       | 6      | 25                                                                                   | 16                                                                                   | 1                                                                                    | 8                                                                                    | 58                                                                                   | 25                                                                                   | +33                                                                                  | 33                                                                                   | 2.    |
| 1977/78                      | Клас А ЦФС - гр. B                       | 5      | ...                                                                                  | ...                                                                                  | ...                                                                                  | ...                                                                                  | ...                                                                                  | ...                                                                                  | ...                                                                                  | ...                                                                                  |       |
| 1978/79                      | Клас А ЦФС - гр. B                       | 5      | 26                                                                                   | 15                                                                                   | 2                                                                                    | 9                                                                                    | 58                                                                                   | 29                                                                                   | +29                                                                                  | 32                                                                                   | 2.    |
| 1979/80                      | Клас А ЦФС - гр. B                       | 5      | 26                                                                                   | 18                                                                                   | 5                                                                                    | 3                                                                                    | 52                                                                                   | 13                                                                                   | +39                                                                                  | 41                                                                                   | 1.    |
| 1980/81                      | Регіональний чемпіонат - гр. Центр       | 4      | 29                                                                                   | 15                                                                                   | 4                                                                                    | 10                                                                                   | 48                                                                                   | 34                                                                                   | +14                                                                                  | 34                                                                                   | 2.    |
| 1981/82                      | Чемпіонат - гр. Центр                    | 4      | 30                                                                                   | 15                                                                                   | 6                                                                                    | 9                                                                                    | 49                                                                                   | 28                                                                                   | +21                                                                                  | 36                                                                                   | 2.    |
| 1982/83                      | Чемпіонат - гр. Центр                    | 4      | 30                                                                                   | 18                                                                                   | 6                                                                                    | 6                                                                                    | 51                                                                                   | 29                                                                                   | +22                                                                                  | 42                                                                                   | 1.    |
| 1983/84                      | 2 СНФЛ - гр. Схід                        | 3      | 30                                                                                   | 13                                                                                   | 4                                                                                    | 13                                                                                   | 31                                                                                   | 31                                                                                   | 0                                                                                    | 30                                                                                   | 7.    |
| 1984/85                      | 2 СНФЛ - гр. Схід                        | 3      | 30                                                                                   | 14                                                                                   | 7                                                                                    | 9                                                                                    | 31                                                                                   | 31                                                                                   | 0                                                                                    | 35                                                                                   | 2.    |
| 1985/86                      | 2 СНФЛ - гр. Схід                        | 3      | 30                                                                                   | 13                                                                                   | 4                                                                                    | 14                                                                                   | 41                                                                                   | 37                                                                                   | +4                                                                                   | 29                                                                                   | 7.    |
| 1986/87                      | 2 СНФЛ - гр. Схід                        | 3      | 30                                                                                   | 14                                                                                   | 4                                                                                    | 12                                                                                   | 42                                                                                   | 37                                                                                   | +5                                                                                   | 32                                                                                   | 6.    |
| 1987/88                      | 2 СНФЛ - гр. Схід                        | 3      | 30                                                                                   | 12                                                                                   | 7                                                                                    | 11                                                                                   | 41                                                                                   | 32                                                                                   | +9                                                                                   | 31                                                                                   | 4.    |
| 1988/89                      | 2 СНФЛ - гр. Схід                        | 3      | 30                                                                                   | 10                                                                                   | 8                                                                                    | 12                                                                                   | 35                                                                                   | 38                                                                                   | -3                                                                                   | 28                                                                                   | 14.   |
| 1989/90                      | 2 СНФЛ - гр. Схід                        | 3      | 30                                                                                   | 12                                                                                   | 7                                                                                    | 11                                                                                   | 33                                                                                   | 29                                                                                   | +4                                                                                   | 31                                                                                   | 6.    |
| 1990/91                      | 2 СНФЛ - гр. Схід                        | 3      | 30                                                                                   | 10                                                                                   | 9                                                                                    | 11                                                                                   | 34                                                                                   | 42                                                                                   | -8                                                                                   | 29                                                                                   | 11.   |
| 1991/92                      | 2 СНФЛ - гр. Схід                        | 3      | 30                                                                                   | 17                                                                                   | 7                                                                                    | 6                                                                                    | 54                                                                                   | 30                                                                                   | +24                                                                                  | 41                                                                                   | 2.    |
| 1992/93                      | 2 СНФЛ - гр. Схід                        | 3      | 30                                                                                   | 12                                                                                   | 5                                                                                    | 13                                                                                   | 43                                                                                   | 31                                                                                   | +12                                                                                  | 29                                                                                   | 7.    |
| Словаччина (1993 – )         |                                          |        |                                                                                      |                                                                                      |                                                                                      |                                                                                      |                                                                                      |                                                                                      |                                                                                      |                                                                                      |       |
| Сезон                        | Ліга                                     | Рівень | Іг                                                                                   | В                                                                                    | Н                                                                                    | П                                                                                    | ЗМ                                                                                   | ПМ                                                                                   | +/-                                                                                  | О                                                                                    | Місце |
| 1993/94                      | 3 ліга - гр. Схід                        | 3      | 30                                                                                   | 16                                                                                   | 6                                                                                    | 8                                                                                    | 43                                                                                   | 25                                                                                   | +18                                                                                  | 38                                                                                   | 6.    |
| 1994/95                      | 3 ліга - гр. Центр                       | 3      | 30                                                                                   | 22                                                                                   | 4                                                                                    | 4                                                                                    | 62                                                                                   | 10                                                                                   | +52                                                                                  | 70                                                                                   | 1.    |
| 1995/96                      | 2 ліга                                   | 2      | 30                                                                                   | 15                                                                                   | 9                                                                                    | 6                                                                                    | 41                                                                                   | 17                                                                                   | +24                                                                                  | 54                                                                                   | 3.    |
| 1996/97                      | 1 ліга                                   | 1      | 30                                                                                   | 11                                                                                   | 3                                                                                    | 16                                                                                   | 31                                                                                   | 46                                                                                   | -15                                                                                  | 36                                                                                   | 12.   |
| 1997/98                      | Марс суперліга                           | 1      | 30                                                                                   | 12                                                                                   | 8                                                                                    | 10                                                                                   | 39                                                                                   | 34                                                                                   | +5                                                                                   | 44                                                                                   | 6.    |
| 1998/99                      | Марс суперліга                           | 1      | 30                                                                                   | 5                                                                                    | 7                                                                                    | 18                                                                                   | 29                                                                                   | 56                                                                                   | -27                                                                                  | 22                                                                                   | 15.   |
| 1999/00                      | 2 ліга                                   | 2      | 34                                                                                   | 18                                                                                   | 6                                                                                    | 10                                                                                   | 65                                                                                   | 41                                                                                   | +24                                                                                  | 60                                                                                   | 5.    |
| 2000/01                      | 2 ліга                                   | 2      | 34                                                                                   | 15                                                                                   | 9                                                                                    | 10                                                                                   | 47                                                                                   | 33                                                                                   | +14                                                                                  | 54                                                                                   | 6.    |
| 2001/02                      | 2 ліга                                   | 2      | 30                                                                                   | 14                                                                                   | 10                                                                                   | 6                                                                                    | 40                                                                                   | 31                                                                                   | +9                                                                                   | 52                                                                                   | 3.    |
| 2002/03                      | 2 ліга                                   | 2      | 30                                                                                   | 19                                                                                   | 8                                                                                    | 6                                                                                    | 51                                                                                   | 34                                                                                   | +17                                                                                  | 56                                                                                   | 4.    |
| 2003/04                      | 2 ліга                                   | 2      | 30                                                                                   | 16                                                                                   | 11                                                                                   | 3                                                                                    | 52                                                                                   | 21                                                                                   | +31                                                                                  | 59                                                                                   | 1.    |
| 2004/05                      | Цоргонь ліга                             | 1      | 36                                                                                   | 7                                                                                    | 11                                                                                   | 18                                                                                   | 30                                                                                   | 57                                                                                   | -17                                                                                  | 32                                                                                   | 10.   |
| 2005/06                      | 2 ліга                                   | 2      | 30                                                                                   | 17                                                                                   | 5                                                                                    | 8                                                                                    | 49                                                                                   | 23                                                                                   | +26                                                                                  | 50                                                                                   | 6.    |
| 2006/07                      | 1 ліга                                   | 2      | 22                                                                                   | 13                                                                                   | 5                                                                                    | 4                                                                                    | 45                                                                                   | 20                                                                                   | +25                                                                                  | 44                                                                                   | 1.    |
| 2007/08                      | 1 ліга                                   | 2      | 33                                                                                   | 13                                                                                   | 11                                                                                   | 9                                                                                    | 40                                                                                   | 32                                                                                   | +8                                                                                   | 50                                                                                   | 5.    |
| 2008/09                      | 1 ліга                                   | 2      | 33                                                                                   | 14                                                                                   | 7                                                                                    | 12                                                                                   | 37                                                                                   | 29                                                                                   | +8                                                                                   | 49                                                                                   | 5.    |
| 2009/10                      | 1 ліга                                   | 2      | 27                                                                                   | 7                                                                                    | 7                                                                                    | 13                                                                                   | 21                                                                                   | 36                                                                                   | -15                                                                                  | 28                                                                                   | 8.    |
| 2010/11                      | 1 ліга                                   | 2      | 33                                                                                   | 16                                                                                   | 6                                                                                    | 11                                                                                   | 41                                                                                   | 35                                                                                   | +6                                                                                   | 54                                                                                   | 2.    |
| 2011/12                      | 2 ліга                                   | 2      | 33                                                                                   | 13                                                                                   | 9                                                                                    | 11                                                                                   | 42                                                                                   | 42                                                                                   | 0                                                                                    | 48                                                                                   | 5.    |
| 2012/13                      | 2 ліга                                   | 2      | 33                                                                                   | 11                                                                                   | 7                                                                                    | 15                                                                                   | 39                                                                                   | 47                                                                                   | -8                                                                                   | 40                                                                                   | 9.    |
| 2013/14                      | 2 ліга                                   | 2      | 33                                                                                   | 9                                                                                    | 11                                                                                   | 13                                                                                   | 32                                                                                   | 39                                                                                   | -7                                                                                   | 38                                                                                   | 7.    |
| 2014/15                      | DOXXбет ліга - гр. Схід                  | 2      | 22                                                                                   | 7                                                                                    | 7                                                                                    | 8                                                                                    | 21                                                                                   | 28                                                                                   | -7                                                                                   | 28                                                                                   | 7.    |
| 2014/15                      | За збереження - гр. Схід                 | 2      | 32                                                                                   | 11                                                                                   | 8                                                                                    | 13                                                                                   | 34                                                                                   | 39                                                                                   | -5                                                                                   | 41                                                                                   | 8.    |
| 2015/16                      | DOXXбет ліга - гр. Схід                  | 2      | 20                                                                                   | 2                                                                                    | 3                                                                                    | 15                                                                                   | 14                                                                                   | 42                                                                                   | -28                                                                                  | 6                                                                                    | 11.   |
| 2015/16                      | За збереження - гр. Схід                 | 2      | 28                                                                                   | 5                                                                                    | 4                                                                                    | 19                                                                                   | 25                                                                                   | 58                                                                                   | -33                                                                                  | 16                                                                                   | 11.   |
| 2016/17                      | 2 ліга - гр. Схіж                        | 2      | 18                                                                                   | 2                                                                                    | 4                                                                                    | 12                                                                                   | 10                                                                                   | 30                                                                                   | -20                                                                                  | 10                                                                                   | 9.    |
| 2016/17                      | За збереження - гр. Схід                 | 2      | 25                                                                                   | 5                                                                                    | 5                                                                                    | 15                                                                                   | 22                                                                                   | 44                                                                                   | -22                                                                                  | 20                                                                                   | 8.    |
| 2017/18                      | 3 ліга - гр. Центр                       | 3      | 30                                                                                   |                                                                                      |                                                                                      |                                                                                      |                                                                                      |                                                                                      |                                                                                      |                                                                                      |       |

### У єврокубках
| Рік  | Змагання        | Раунд   | Клуб      | Вдома | На виїзді | Загалом |
| ---- | --------------- | ------- | --------- | ----- | --------- | ------- |
| 1998 | Кубок Інтертото | 1 раунд | Омаг Тоун | 1:0   | 2:2       | 3:2     |
| 1998 | Кубок Інтертото | 2 раунд | Сампдорія | 1:0   | 0:2       | 1:2     |

## Стадіон
Словацький клуб МСК «Рімавска Собота» проводить свої домашні поєдинки на стадіоні «На Заградках», який вміщує 5000 уболівальників.

## Спонсори
| Період       | Постачальник форми | Спонсор екіперування |
| ------------ | ------------------ | -------------------- |
| 1998–2003    | Puma               | TAURIS               |
| 2003–2005    | Legea              | TAURIS               |
| 2005–2007    | Uhlsport           | TAURIS               |
| 2007–2009    | Diadora            | Відсутній            |
| 2009–2010    | Jako               | Відсутній            |
| 2010–?       | Diadora            | Відсутній            |
| 2013–теп.час | Givova             | CLIPtec              |

## Відомі гравці
- Лукаш Тесак
- Ян Кралік
- Богдан Рудюк
- / Георгій Гамкрелідзе